# یواس‌اس درنای (دی‌دی-۱۰۹)
یواس‌اس درنای (دی‌دی-۱۰۹) (به انگلیسی: USS Crane (DD-109)) یک کشتی بود که طول آن ۹۵٫۸۳ متر (۳۱۴٫۴ فوت) بود. این کشتی در سال ۱۹۱۸ ساخته شد.